# Kosei Kitauchi
Kosei Kitauchi (北内 耕成 Kitauchi Kosei?), född 25 april 1974 i Kochi prefektur, är en japansk före detta fotbollsspelare.
Kitauchi började sin karriär 1997 i Sagan Tosu. Han spelade 157 ligamatcher för klubben. Han avslutade karriären 2002.